# Dichotomius ribeiroi
Dichotomius ribeiroi là một loài bọ cánh cứng trong họ Bọ hung (Scarabaeidae).